# Накотне (колхоз)
Накотне (Nākotne, «будущее») — первый в Латвийской ССР колхоз, созданный 11 крестьянами-батраками 20 ноября 1946 года и ставший под руководством председателя Артура Чиксте миллионером в 1969 году за счет развития различных подсобных промыслов, от консервирования плодоовощной продукции и производства агар-агара и до выращивания норок и строительства. Создал единственный в Латвийской ССР и Советском Союзе колхозный аэроклуб.

## Становление
Инициаторами создания колхоза были 11 бывших батраков во главе с недавно демобилизовавшимся из Советской Армии коммунистом Станиславом Лейтаном. Эту инициативу поддержали председатель волостного исполнительного комитета Берзинь и парторг волости Гринберга. Оба этих человека поплатились жизнью за коммунистические идеалы: они были убиты «лесными братьями» — бандитами, ненавидевшими Советскую власть. 
"В Елгавском уезде, как и в других краях республики, в годы коллективизации активизировались бандиты, -- вспоминал об этом времени А.Чиксте. -- Понимая, что теряют власть, бывшие богатеи были готовы на всё, не щадили никого, кто выбрал колхозный путь и советскую власть. Убивали не только активистов, но и ни в чем не повинных женщин, детей, стариков, грабили и сжигали хутора. Но, как нельзя развернуть вспять мощное течение, не могло быть и пути назад к прошлому".
В число учредителей первой колхозной артели вошли Алвине Чиксте, Эмилия Фрейберга, Кристине Берланде, Алберт Миллер, Янис Озолс, Янис Богданов и другие.
Первоначально колхоз получил только 135 га земли (из них 109 га пашни), треть которой (58 га) находилась на территории хутора «Яунземе». Его хозяин в буржуазной Латвии имел 58 га земли, 69 голов крупного рогатого скота, на него работали 15 батраков. А всего в Шкибской волости, где был организован колхоз, до войны 85 % земли принадлежало 19 кулацким семьям, на каждую из которых в среднем батрачили 5 человек, обрабатывая 50 га земли и обслуживая стадо в 14 коров.
В 1948 году колхозу принадлежало 55 коров, 24 лошади, пять конных плугов, десять борон, три конные сеялки, четыре конные жнейки, 18 телег. В первый год работы доходы колхоза составили 42,5 тысячи рублей, было получено 164 тонны зерна, 112 тонн сахарной свеклы, 50 тонн молока и 13 тонн мяса.
К 1950 году территория «Накотне» выросла до 1055 га, а количество колхозников — до 300. В середине 1960-х годов посевная площадь колхоза составила 2 460 га.
В 1960 году в колхозе имелось 11 тракторов, 7 грузовиков, 2 зернокомбайна, силосный комбайн, свеклоуборочный комбайн, специальный погрузчик сахарной свеклы и много другой техники. Каждый восьмой колхозник получил права механизатора. В 1961 году было принято решение полностью механизировать доение коров.
В 1968 году нормой для колхоза стала урожайность зерновых свыше 30 центнеров с гектара, а лучшая бригада Антона Зариньша на участке в 25 га получила урожай  пшеницы по 50 ц с га.
В 1969 году доход колхоза перевалил один миллион рублей.  Поголовье дойных коров достигло  530 коров, в колхозе имелось свыше 50 тракторов, 13 комбайнов, 20 автомашин. 
К 1976 году в колхозе состояло 740 трудоспособных работников, в том числе дети и внуки основателей (среди них и сын Алвине Чиксте Артур). Парк техники насчитывал 40 автомашин, 70 тракторов, 13 комбайнов, общая мощность энергооборудования достигла 13 000 лошадиных сил.

## В колхозы-миллионеры
В 1966 году колхоз возглавил Герой Социалистического труда и дипломированный агроном Артур Чиксте, прославивший его на весь Союз. Он славился не только высокой продуктивностью растениеводства (зерновые, сахарная свёкла) и животноводства, но и развитием подсобных промыслов: собственными консервным цехом, коптильней, пекарней и так далее. Вырабатываемую ими дополнительную продукцию продавали через заготкооперацию, ярмарки, колхозные рынки, вывозили за пределы Латвии.
Одним из первых доходных производств стала звероферма на 12 тысяч голов.
В «Накотне» производился и продавался за границу жир норок, широко использовавшийся во французской косметике в рецептуре кремов от морщин. Также производился агар-агар для пищевой и парфюмерной промышленности. Цех агар-агара был запущен в 1975 году, а в 1976-м он производил тонну продукции ежедневно.
В колхозном центре был построен современный посёлок со всеми удобствами, Дом культуры, школа на 660 учащихся, детский сад на 150 детей. В колхозе работал собственный архитектор, все здания возводились по индивидуальным проектам и силами собственного строительного подразделения, поскольку такая работа не была поточнойи стандартизированной, чтобы привлечь строительные организации со стороны.  
В квартирах колхозников проектировались просторные лоджии, высокие потолки, настилался паркет. Ориентация домов по сторонам света и многоугольная геометрическая форма обеспечивали приток света в квартиры  Возле многоквартирных домов строили гаражи, напоминающие очертаниями амфитеатры. На разработку проекта водонапорной башни для централизованного водопровода был объявлен республиканский конкурс, победитель которого, архитектор из Резекне, получил премию в размере 1000 рублей. Вместе с централизованным водопроводом были построены и очистные сооружения. Все улицы центрального посёлка были заасфальтированы.
Работать в «Накотне» было престижно, молодым специалистам сразу предоставлялись квартиры, поэтому Чиксте мог выбирать лучших выпускников вузов. Зарплаты рядовых колхозников были не меньше 250 рублей, специалистов — 400—500 (в сравнении с зарплатой городского инженера в размере около 200 рублей). За хорошую работу передовикам социалистического соревнования в конце года выдавали премию в размере до 10 окладов. В поселковом магазине колхозники могли купить продукты по низким ценам: парную телятину по 1 рублю за кг (госцена в магазине около 2 рублей), разливное молоко 3,5%-жирности — по 12 копеек за литр (госцена 24 копейки)…
В 1971 году колхоз произвёл 1 860 тонн молока, 370 тонн мяса, 4 470 тонн зерна, получив доходы в размере 2,7 миллиона рублей.
Через пять лет, в 1976 году, денежные доходы колхоза утроились, а 2,7 млн рублей составила только чистая прибыль. Было произведено 2 249 тонн молока (удой на одну корову 4030 кг в год, на 1000 кг больше, чем в среднем по Латвийской ССР), 1 060 тонн мяса. Урожайность зерновых составила 45,2 центнера с гектара. Рентабельность хозяйства достигла 70 %. На 100 га пашни колхоз производил 1083 центнера молока и 530 центнеров мяса. 
За 9-ю пятилетку в строительство колхоз вложил 5,2 миллиона рублей собственных средств, построив в том числе и ангар для собственного аэроклуба — единственного колхозного в Советском Союзе.
В 1976 году открыл двери общественный центр колхоза, включающий клуб со зрительным залом на 600 мест, десятками помещений для проведений общественных мероприятий, занятий художественной самодеятельности, спортивным залом, крытым плавательным бассейном, молодёжным кафе. В этот объект колхоз вложил 5 млн рублей.
В 1977 году колхоз посетил глава Совета министров СССР А. Н. Косыгин.
В том же году к "Накотне" были присоединены слабые колхозы «Zemgale» и «Sarkanais stars». Общая площадь его земли достигла 7983 га, из которых 6705 га сельскохозяйственной. В этот период началось развитие свиноводства в механизированном комплексе на 12 тысяч голов. 
К 35-летию хозяйства машинный парк колхоза превысил 150 тракторов, в том числе 20 большой мощности. Выручка колхоза в 1980 году составила 14 млн рублей, чистая прибыль 3.2 млн. Такие доходы позволяли вести большое строительство: ферм, мастерских, цехов, детского садика, магазинов, столовых. В 11 пятилетке в колхозном центре планировалось сдать в эксплуатацию 150 благоустроенных квартир, построить среднюю школу на 1600 учащихся, реконструировать детский сад, благоустроить механические мастерские. В колхозе работало более 60 специалистов с высшим образованием, колхозные стипендии для обучения в вузах республики получало несколько десятков детей колхозников.
Пик развития колхоза пришёлся на 1988 год, когда в его распоряжении было 70 марок тракторов, в том числе 13 мощных K-700, 30 зерноуборочных комбайнов, 220 автомашин, полный комплекс производства сахарной свёклы. Для уборки зерна были приобретены новые эффективные комбайны "Дон-1506" по 35 тысяч рублей за единицу, для чего колхоз взял долгосрочный кредит в банке до 2000 года, погасив его досрочно в 1987 году. Доходы колхоза превысили 13 млн рублей, в колхозе работали люди 18 национальностей. 
Урожайность зерновых превысила 45 центнеров с гектара, а продуктивность производства на 100 га сельскохозяйственной земли составила 1313 ц молока (удой с одной коровы 4346 кг в год, общее стадо 1640 коров) и 357 ц мяса (свинокомплекс на 13600 голов). Вложения колхоза в капитальное строительство и капитальные ремонты в 1987 году достигли 4 млн рублей, из них 2.7 млн были освоены хозспособом. Началось строительство новой школы стоимостью 4 млн рублей.
Колхоз обеспечивал своим работникам широкие возможности заниматься художественной самодеятельностью, посещать студии и кружки по интересам, спортивные секции, в которых было воспитано 16 мастеров спорта. На финансирование культуры и спорта колхоз ежегодно выделял 700 тысяч рублей.

## Аэроклуб
Аэродром ДОСААФ площадью 87 га с ангаром для самолётов, парашютной вышкой, взлетно-посадочной полосой длиной 500 м открылся 14 августа 1976 года. В аэроклубе проводились занятия по планеризму, первоначально трижды в неделю. Клубом руководил Александр Шмаков. Целью его работы было приобщение колхозной молодёжи к авиации.
В 1978 году в ангаре колхоза командой Студенческого конструкторского бюро РКИИГА под руководством инженера Ю. Б. Прибыльского была произведена сборка произведённых по отдельности деталей макета бомбардировщика Первой мировой войны «Илья Муромец», заказанного для съёмок кинокартины «Мосфильма» «Поэма о крыльях». О возрождении легендарного самолёта сообщило государственное телеграфное агентство «Латинформ», новость была опубликована во всех районных и центральных газетах Латвийской ССР.

## Награды
В 1967 году колхоз был награждён высшим в СССР орденом Ленина.
В 1967 году колхоз получил Памятное знамя ЦК КПСС, Верховного Совета СССР и Совета Министров СССР в ознаменование 50-летия Великой Октябрьской Социалистической революции.
В 1971 году награждён переходящим Красным знаменем ЦК КПСС, Верховного Совета СССР, Совета Министров СССР и ВЦСПС.
В 1972 году награждён Памятным знаком в честь 50-летия образования СССР.
Государственных наград были удостоены работники колхоза бригадир Антон Зариньш (орден Ленина), бригадир Фрида Фрейберга, животноводы Анна Пилюшина и Лилия Грантиня, механизатор Янис Элтерманис, механик Виталий Чиксте (орден Трудового Красного знамени), главный агроном Арвин Фелдманис, механизаторы Эдуард Сакулиньш, Зигисмунд Данилевич («Знак Почета»).

## Руководители
- Станислав Лейтан (с 20 ноября 1946)
- Артур Чиксте (15 сентября 1966 — 1 июня 1990)
- Валериан Коновалов (с 1 июня 1990)[17]